# フレデリック・デモンフォコン
フレデリック・デモンフォコン（Frédéric Demontfaucon 1973年12月24日- ）は、フランスのル＝クルーゾ出身の柔道選手。階級は90kg級。身長182cm。

## 人物
2000年のシドニーオリンピックでは銅メダルを獲得した。2001年の世界選手権では決勝でグルジアのズラブ・ズビャダウリを腕挫十字固で破って優勝を果たした。2004年アテネオリンピックでは準々決勝でズビャダウリに有効で敗れてメダルを獲得できなかった。

## 主な戦績
- 1994年 - 世界学生　3位
- 1995年 - チェコ国際　優勝
- 1995年 - 世界選手権　5位
- 1996年 - 世界学生　2位
- 2000年 - フランス国際　優勝
- 2000年 - シドニーオリンピック　3位
- 2001年 - フランス国際　2位
- 2001年 - ヨーロッパ選手権　3位
- 2001年 - 世界選手権　優勝
- 2002年 - ワールドカップ団体戦　3位
- 2003年 - ロシア国際　優勝
- 2004年 - ロシア国際　2位
- 2004年 - フランス国際　2位
- 2005年 - ハンガリー国際　2位
- 2006年 - フランス国際　2位
- 2006年 - ワールドカップ団体戦　3位
- 2007年 - ハンガリー国際　優勝
- 2007年 - ヨーロッパ選手権　3位(100kg級)